# Faltkraftrad

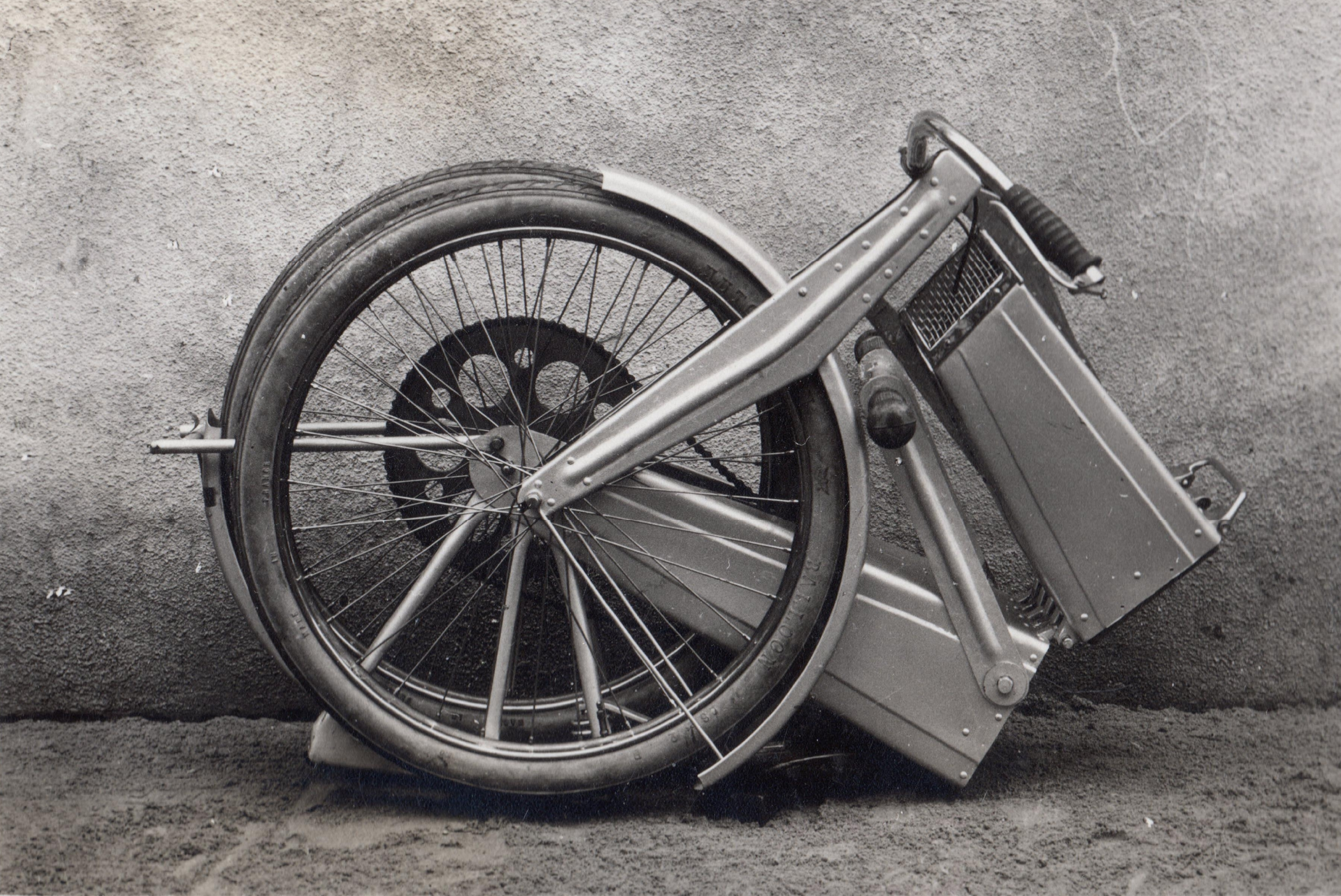
Faltmotorrad, Zolnay Endre von 1929

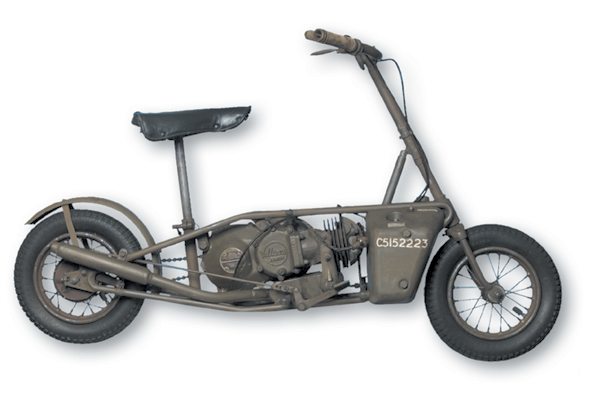
Faltmotorrad, Welbike von 1942

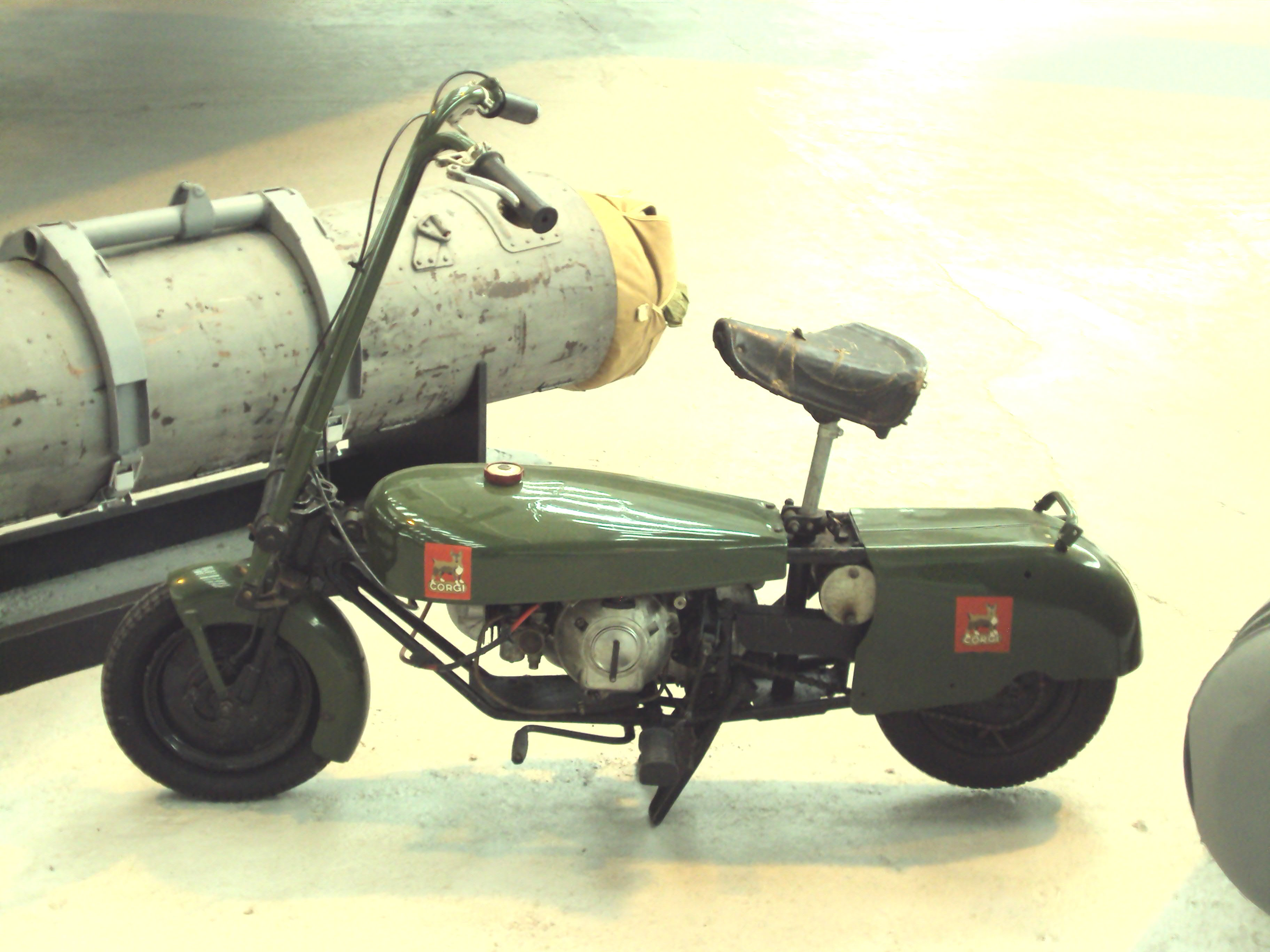
Faltmotorrad, Corgi von 1943

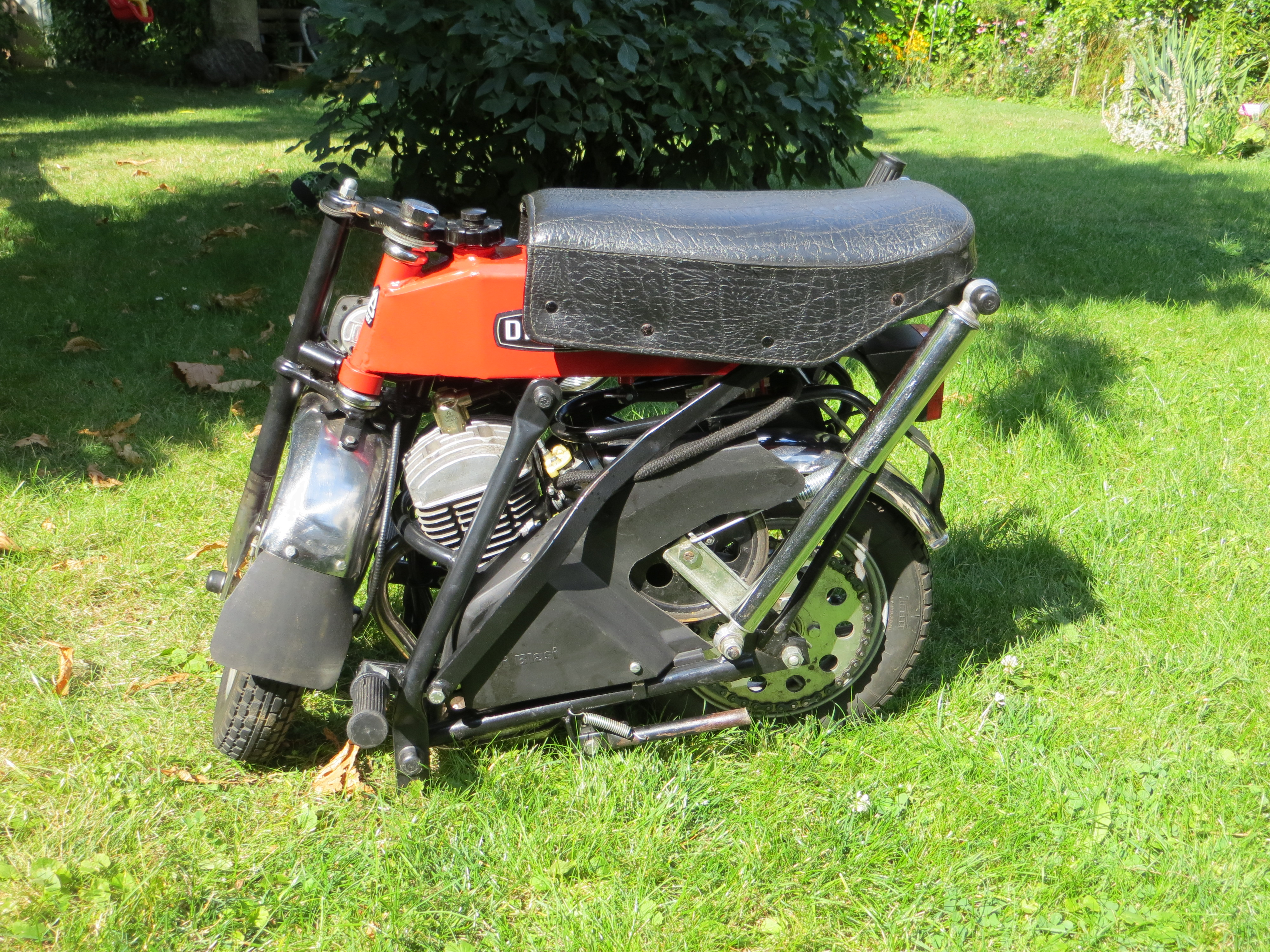
Eingeklapptes Faltmotorrad, Di Blasi R7 1982

Faltkraftrad ist eine Sammelbezeichnung für leichte, kompakt transportable Motorräder und Motorroller sowie Varianten von Motorfahrrädern, die konstruktiv mit dem Faltrad verwandt sind.

## Beschreibung
Faltkrafträder entstanden wie das Faltrad, um Fahrzeuge mit möglichst geringem Stauraumbedarf transportieren zu können. In der Regel wird dazu ein zweites Transportmittel genutzt, wenn sie als Traglast für eine Person zu schwer sind. Die Bauweise von Faltkrafträdern ist meist für den Kurzstreckengebrauch ausgelegt und leicht gehalten. Nicht faltbare Modelle wie Pocket Bikes und andere nicht faltbare Krafträder gehören nicht dazu.

## Entwicklungsgeschichte
1914 entstand bei der Autoped Company of America ein faltbarer Motorroller, der auch in Deutschland von Krupp als Lizenzprodukt gebaut wurde. Der Ungar Endre Zolnay entwarf 1929 ein Faltmotorrad, das er bei einer Rennveranstaltung einsetzte und patentieren ließ. Im Zweiten Weltkrieg wurden unterschiedliche Fahrzeuge erprobt, um Fallschirmspringer im Einsatz mit abgeworfenen Fahrzeugen zu unterstützen. Das britische Welbike von 1942 war eines der erfolgreich eingesetzten Modelle, das später teilweise durch das Corgi-Modell ersetzt wurde. In Italien entstand 1942 das Volugrafo Aermoto 125, das später italienische und deutsche Fallschirmspringer nutzten. Cushman Modell 53 Airborne war das Modell amerikanischer Fallschirmspringer.
In den 1950er und 1960er Jahren wurden motorisierte, faltbare Fahrzeuge für den Privat- und Freizeitbereich entworfen, die auch beim Camping genutzt wurden. Victor Bouffort, ein französischer Flugzeugbauingenier ließ sich vom Welbike inspirieren und entwarf einen Koffer, der als Faltmotorrad benutzt werden konnte und mit der Nummer GB706835A patentiert wurde. Martin-Moulet begann 1955 unter dem Markennamen Valmobile mit der Fertigung des Fahrzeugs, das sich allerdings schlecht verkaufte. Der japanische Hersteller Hirano Motorcycle übernahm die Produktion und verkaufte zwischen 1956 und 1961 rund 100.000 Stück der Fahrzeuge, die auch „suitcase scooter“ genannt wurden.
In den 1960er-Jahren wurde mit der Honda Z 100 und der Honda Monkey die Entwicklung der Faltkrafträder fortgesetzt. Die Fahrzeuge wurden ursprünglich in Vergnügungsparks eingesetzt, fanden aber bald Absatz als Zweitfahrzeug für Wohnmobile. Honda nutzte diese Marktnische und entwickelte weitere Modelle wie das 1969 vorgestellte Modell Honda Dax. Diese Fahrzeuge blieben bis ins 21. Jahrhundert beliebt und wurden zahlreich nachgeahmt.
In der Tradition des Motorradbaus in Zschopau wurde der faltbare Elektroroller Charly von der MuZ Motorrad- und Zweiradwerk GmbH entwickelt. In den 2020er-Jahren sind auch elektrisch betriebene Faltkrafträder bekannt, die gering motorisiert sind und den E-Bikes zugerechnet werden.

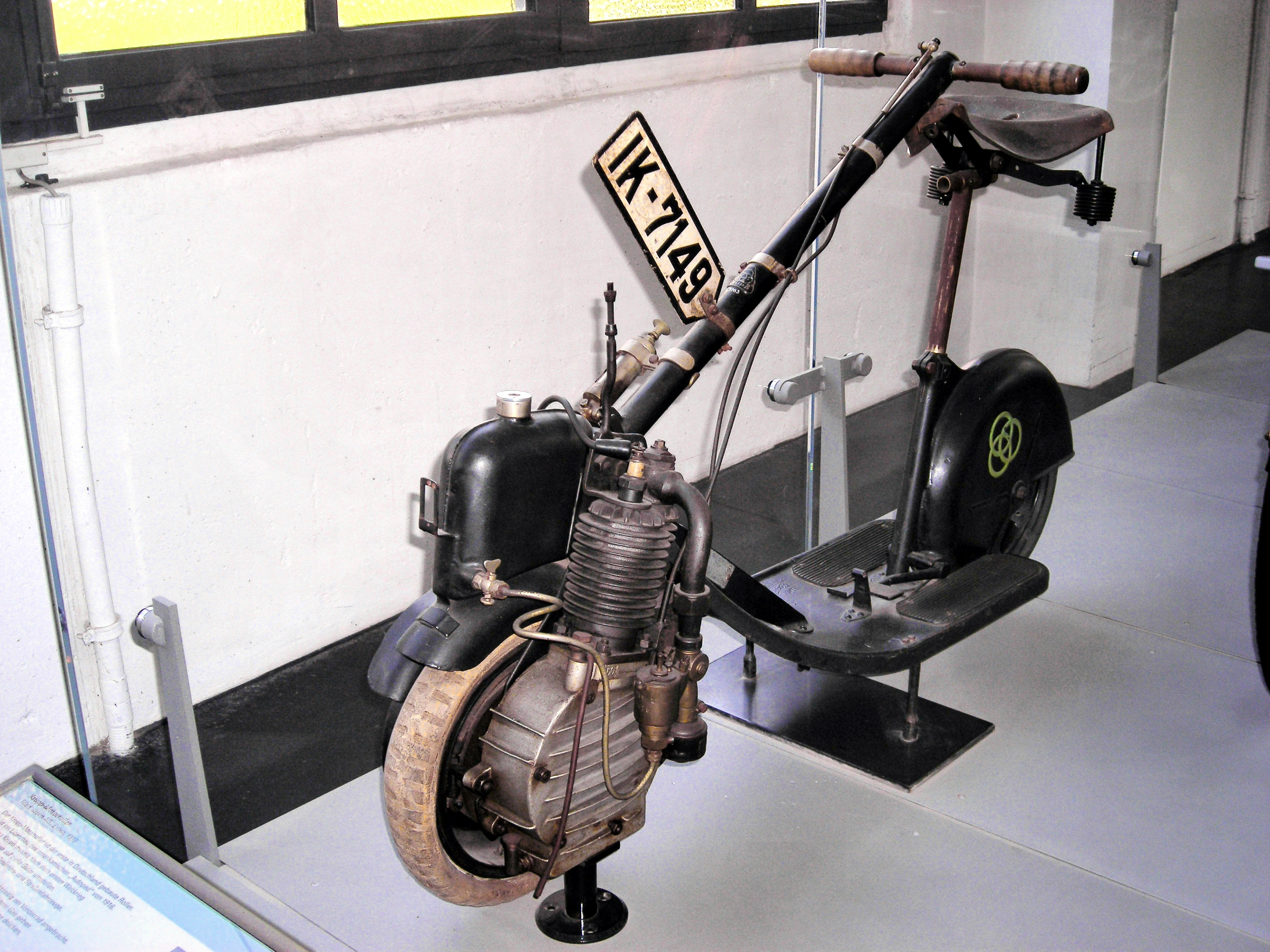
Klapproller von Krupp
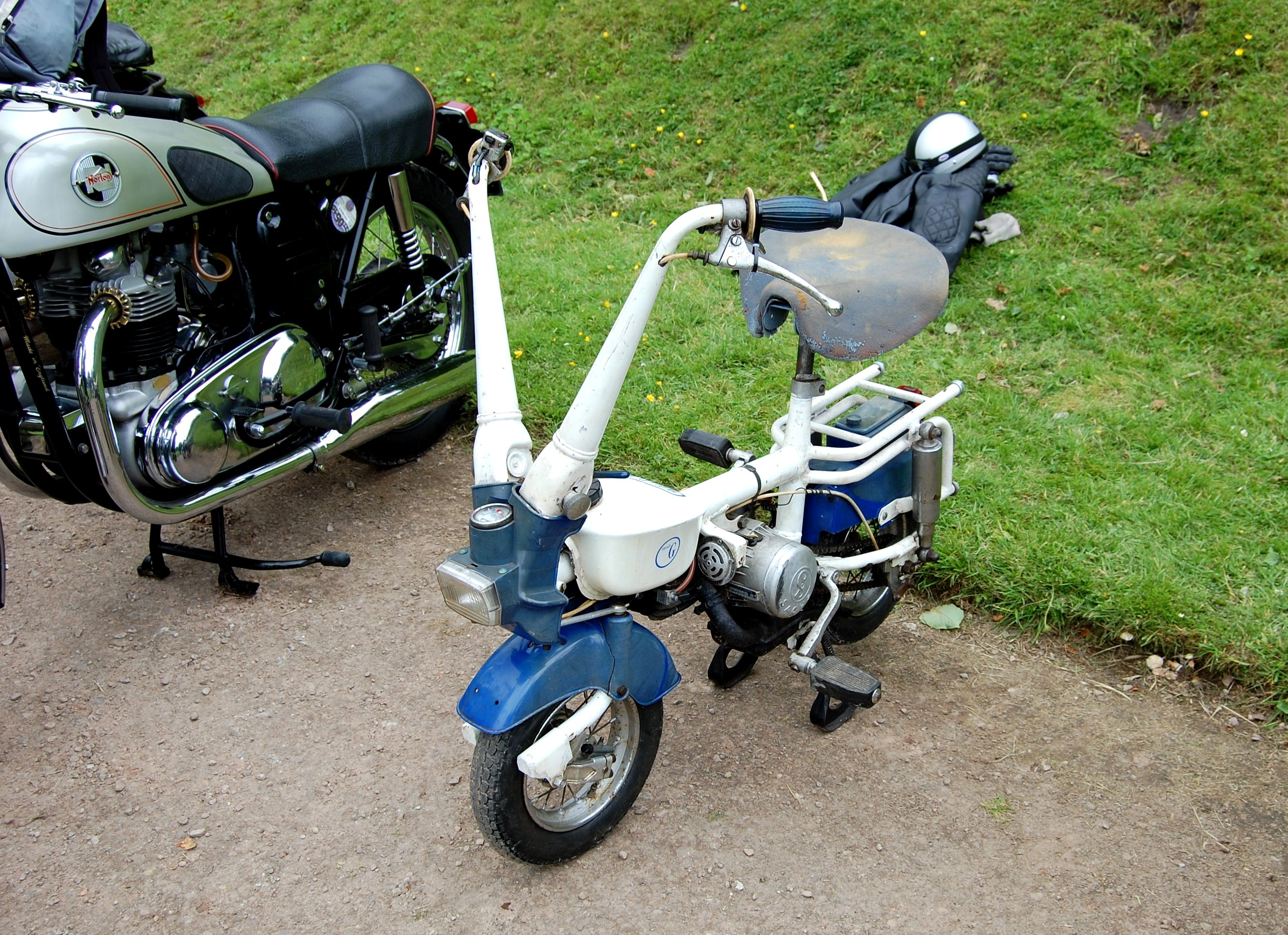
Faltmofa mit Sachs-Motor
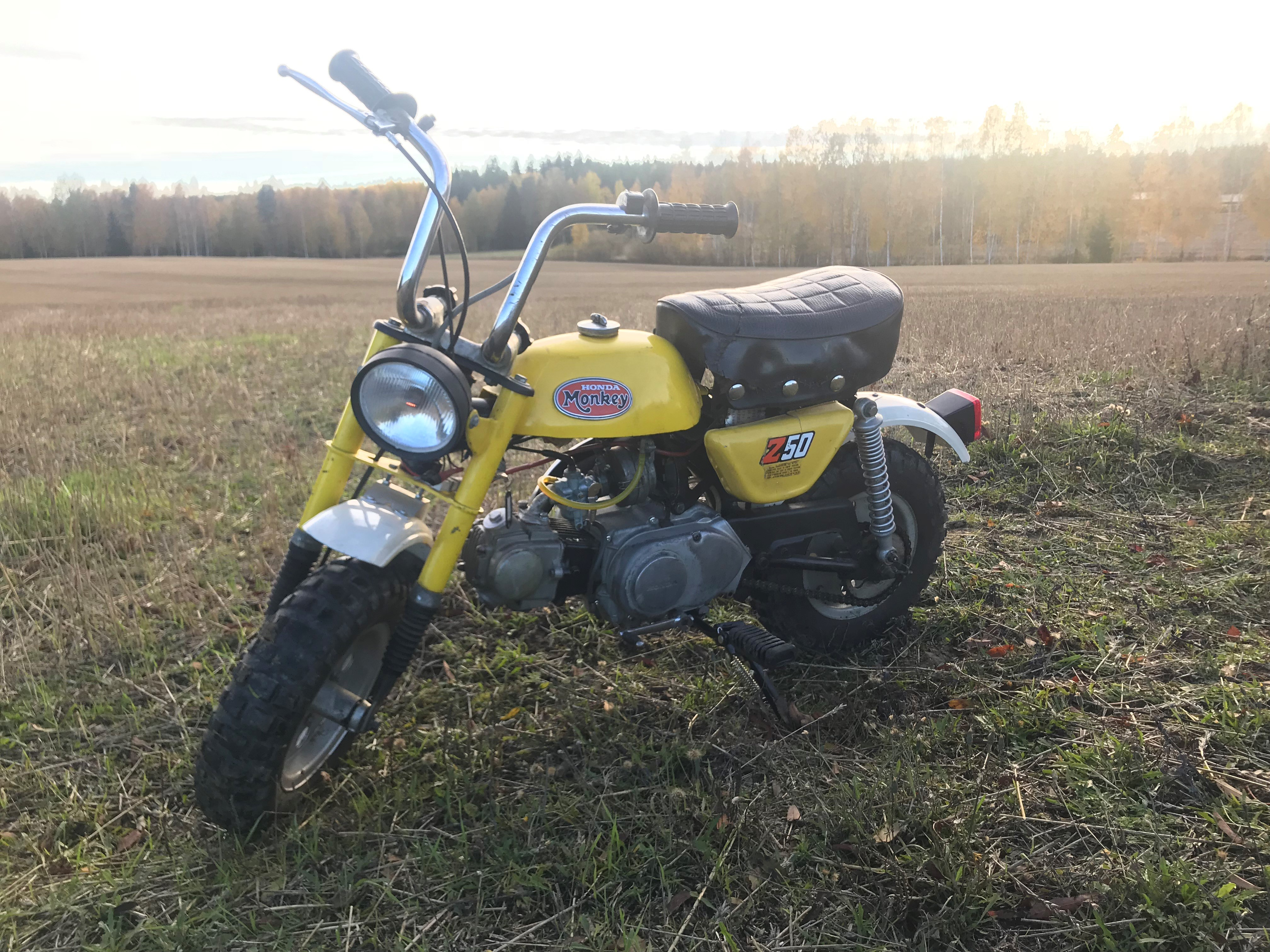
Honda Monkey
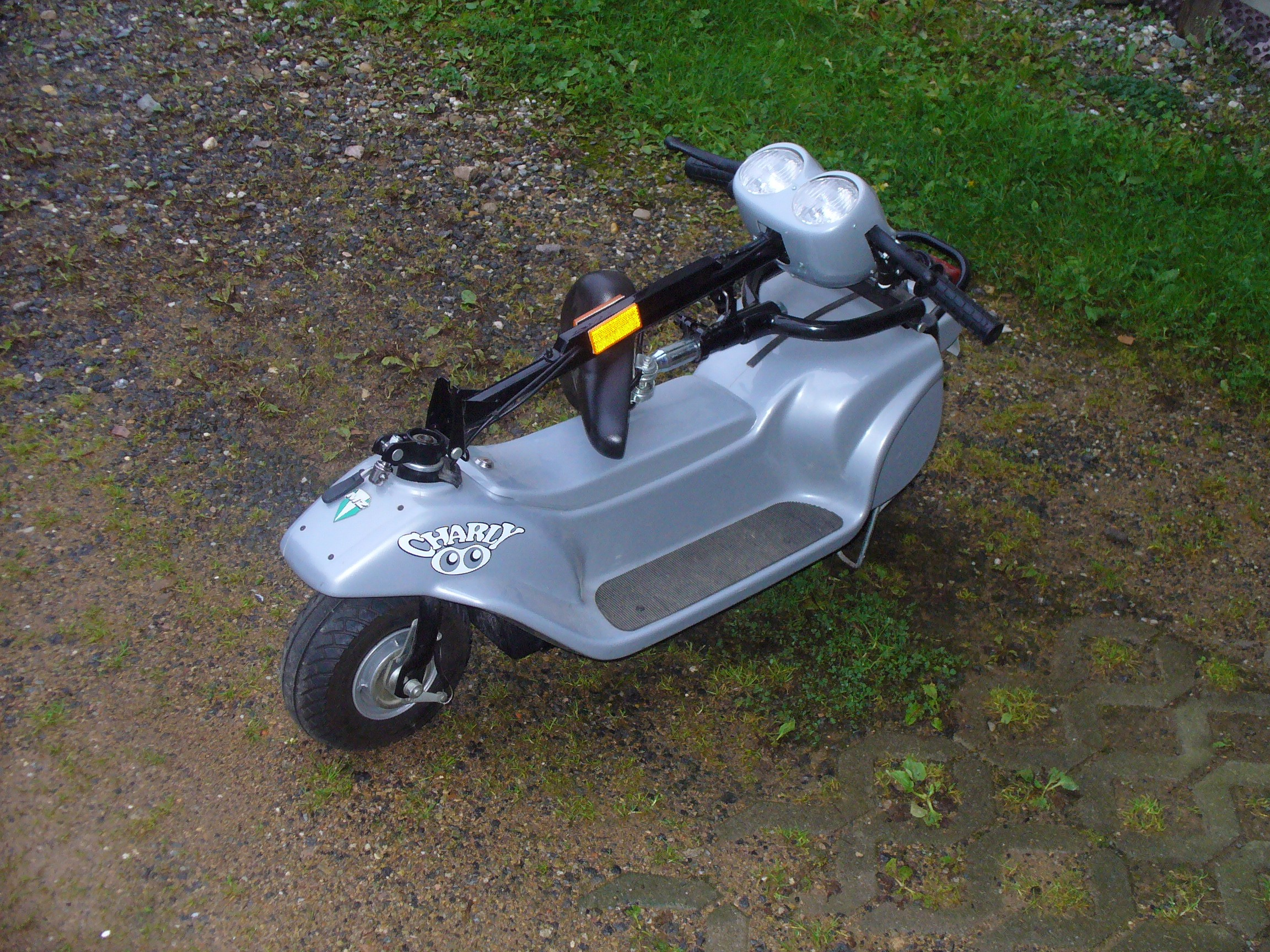
Elektroroller MZ-Charly

## Technische Aspekte
Merkmale von Faltmotorrädern sind konstruktive Vorrichtungen wie Scharniere, Kupplungen und/oder Schnellspanner, die es erlauben, das Fahrzeug schnell und einfach auf ein so geringes Packmaß zusammenzufalten oder zu zerlegen, dass es als Gepäckstück in einem anderen Verkehrsmittel mitgenommen werden kann. Mit dem Faltmotorrad kann der Benutzer also Mobilitätslücken auf dem Weg von und zu öffentlichen Verkehrsmitteln (wie beispielsweise der Bahn) überbrücken. Beim Militär sind auch Modelle bekannt, die in Behältern aus Flugzeugen abgeworfen werden können.
Für den Faltvorgang kommen wie beim Faltrad verschiedene Verfahren in Frage:
- Scharnier mit meist senkrechter Achse etwa in der Mitte des Rahmens
- Zerlegen des Rahmens etwa in der Mitte
- parallelogramm- oder schirmartiges Zusammenfalten des Rahmens
- Umfalten des Vor- oder Hinterbaus unter den Rahmen
- Zusammenschieben von Teilen wie Sattelstütze, Sattelrohr, Rahmenrohr
- Ausbau eines oder beider Laufräder
- Umklappen von Teilen wie Sattelstütze und Lenker

Es können mehrere dieser Verfahren bei einem Modell kombiniert werden. Für den Transport müssen die Behälter für Betriebsflüssigkeiten geeignete Vorkehrungen bieten, damit unkontrollierte Verluste ausgeschlossen werden.

## Patente
Patente zu Faltmotorrädern und ähnlichen Fahrzeugen:
- Patent  GB706835A: Two-wheeled motor vehicle. Angemeldet am 2. Dezember 1952, veröffentlicht am 7. April 1954, Erfinder: Victor Albert Bouffort.‌
- Patent  US2705156A: Foldable motorcycle. Angemeldet am 14. August 1950, veröffentlicht am 29. März 1955, Erfinder: Pier Lugi Torre, Mailand, Italien.‌
- Patent  US2839146A: Knockdown motor vehicle of scooter type. Angemeldet am 19. April 1957, veröffentlicht am 17. Juni 1958, Erfinder: Victor Albert Bouffort, Bondy, Frankreich.‌
- Patent  JPH01237278A: Foldable motorcycle. Angemeldet am 18. März 1988, veröffentlicht am 21. September 1989, Anmelder: Honda Motor Co. Ltd., Erfinder: Akio Yagasaki, Japan.‌
- Patent  JPH02249782A: Foldable motorcycle. Angemeldet am 23. März 1989, veröffentlicht am 5. Oktober 1990, Anmelder: Honda Motor Co. Ltd., Erfinder: Fuminori Kamemizu, Masaru Koishi, Akira Okamoto, Japan.‌